# Ania z Zielonego Wzgórza (anime)
Ania z Zielonego Wzgórza (jap. 赤毛のアン Akage no An) – serial anime wyprodukowany w 1979 roku przez Nippon Animation. Serial należący do cyklu World Masterpiece Theater. Zrealizowany na podstawie powieści Lucy Maud Montgomery Ania z Zielonego Wzgórza wydanej w 1908 roku.

## Opis fabuły
Jedenastoletnia sierotka Annie Shirley przez pomyłkę trafia do domu Maryli i Mateusza Cuthbertów na Zielonym Wzgórzu.

## Obsada
- Ania Shirley (jap. アン・シャーリー An Shārī)

Seiyū: Eiko Yamada 
- Matthew Cuthbert (jap. マシュウ・カスバート Mashū Kasubāto)

Seiyū: Ryūji Saikachi 
- Marilla Cuthbert (jap. マリラ･カスバート Marira Kasubāto)

Seiyū: Fumie Kitahara 
- Diana (jap. ダイアナ Daiana)

Seiyū: Gara Takashima 
- Gilbert (jap. ギルバート Girubāto)

Seiyū: Kazuhiko Inoue 

### Wersja polska
W Polsce serial był nadawany na kanałach Junior i TV4 z angielskim dubbingiem i polskim lektorem.
- Tekst: Maciej Zaręba i Joanna Sawicka
- Czytał: Ireneusz Machnicki

### Wersja TV4
- Opracowanie wersji polskiej: Multiwizja
- Tekst: Beata Burhert-Perlińska
- Czytała: Grażyna Jeżewska

W Polsce serial był nadawany także na kanale Kino TV z niemieckim dubbingiem i polskim lektorem. Wersja polska: na zlecenie Kanał FilmBox Studio Kino Polska. Czytał: Paweł Siedlik

## Odcinki
| N/o | Tytuł                                                                                    | Premiera w Japonii (Fuji TV) |
| --- | ---------------------------------------------------------------------------------------- | ---------------------------- |
| 1   | Spotkanie na stacji Mashū kasubāto odoroku (マシュウ・カスバート驚く)                    | 7 stycznia 1979              |
| 2   | Powrót do domu Marira kasubāto odoroku (マリラ・カスバート驚く)                          | 14 stycznia 1979             |
| 3   | Poranek na Zielonym Wzgórzu Gurīn geiburuzu no asa (グリーン・ゲイブルズの朝)            | 21 stycznia 1979             |
| 4   | Opowieść Ani An oitachi o kataru (アン・生立ちを語る)                                    | 28 stycznia 1979             |
| 5   | Decyzja Marira kesshinsuru (マリラ決心する)                                              | 4 lutego 1979                |
| 6   | Ania z Zielonego Wzgórza Gurīn geiburuzu no An (グリーン・ゲイブルズのアン)              | 11 lutego 1979               |
| 7   | To niesłychane Reicheru fujin osore o nasu (レイチェル夫人恐れをなす)                    | 18 lutego 1979               |
| 8   | Szkółka niedzielna An nichiyōgakkō e iku (アン日曜学校へ行く)                            | 25 lutego 1979               |
| 9   | Obietnica Ogosokana chikai (おごそかな誓い)                                              | 4 marca 1979                 |
| 10  | Przyjaciółki An kokoro no tomo to asobu (アン・心の友と遊ぶ)                             | 11 marca 1979                |
| 11  | Broszka Marira burōchi o nakusu (マリラ・ブローチをなくす)                               | 18 marca 1979                |
| 12  | Wyznanie An kokuhakusuru (アン・告白する)                                                | 25 marca 1979                |
| 13  | Ania idzie do szkoły An gakkō e iku (アン・学校へ行く)                                   | 1 kwietnia 1979              |
| 14  | Zamieszanie Kyōshitsu sōdō (教室騒動)                                                    | 8 kwietnia 1979              |
| 15  | Jesień Aki no otozure (秋の訪れ)                                                         | 15 kwietnia 1979             |
| 16  | Herbatka u Ani Daiana o ocha ni maneku (ダイアナをお茶に招く)                            | 22 kwietnia 1979             |
| 17  | Powrót do szkoły An gakkō e modoru (アン・学校へもどる)                                  | 6 maja 1979                  |
| 18  | Ania zostaje bohaterką An Minii Mei o sukū (アン、ミニイ・メイを救う)                    | 13 maja 1979                 |
| 19  | Urodziny Diany Daiana no tanjōbi (ダイアナの誕生日)                                      | 20 maja 1979                 |
| 20  | Powrót wiosny Futatabi haru ga kite (再び春が来て)                                       | 27 maja 1979                 |
| 21  | Nowy pastor Atarashii bokushi fusai (新しい牧師夫妻)                                     | 3 czerwca 1979               |
| 22  | Pomyłka Kōryō chigai (香料ちがい)                                                        | 10 czerwca 1979              |
| 23  | Zaproszenie An ocha ni yobareru (アン・お茶によばれる)                                   | 17 czerwca 1979              |
| 24  | Sprawa Honoru Menboku o kaketa daijiken (面目をかけた大事件)                             | 24 czerwca 1979              |
| 25  | List do Diany Daiana e no tegami (ダイアナへの手紙)                                      | 1 lipca 1979                 |
| 26  | Przedstawienie Konsaato no keikaku (コンサートの計画)                                    | 8lipca 1979                  |
| 27  | ??? Mashū to fukuranda neko (マシュウとふくらんだ袖)                                     | 15 lipca 1979                |
| 28  | ??? Kurisumasu no konsāto (クリスマスのコンサート)                                       | 22 lipca 1979                |
| 29  | ??? An Monogatari-Kurabu o Tsukuru (アン・物語クラブを作る)                              | 29 lipca 1979                |
| 30  | ??? Kyoei to shintsū (虚栄と心痛)                                                        | 5 sierpnia 1979              |
| 31  | ??? Fūn na Shirayuri-hime (不運な白百合姫)                                               | 12 sierpnia 1979             |
| 32  | ??? Shōgai no ichidaiji (生涯の一大事)                                                   | 19 sierpnia 1979             |
| 33  | ??? Kuīn-gumi no yobikake (クィーン組の呼びかけ)                                         | 26 sierpnia 1979             |
| 34  | ??? Daiana to Kuīn-gumi no nakama (ダイアナとクィーン組の仲間)                           | 9 września 1979              |
| 35  | ??? Natsuyasumi mae no omowaku (夏休み前の思わく)                                        | 16 września 1979             |
| 36  | ??? Monogatari-kurabu no yukue (物語クラブのゆくえ)                                      | 23 września 1979             |
| 37  | ??? 15sai no haru (十五歳の春)                                                           | 30 września 1979             |
| 38  | ??? Jukenbangō wa 13ban (受験番号は13番)                                                 | 7 października 1979          |
| 39  | ??? Gōkakuhahhyō (合格発表)                                                              | 14 października 1979         |
| 40  | ??? Hoteru no konsāto (ホテルのコンサート)                                               | 21 października 1979         |
| 41  | ??? Kuīn-gakuin e no tabidachi (クィーン学院への旅立ち)                                  | 28 października 1979         |
| 042 | ??? Atarashii gakuenseikatsu (新しい学園生活)                                            | 4 listopada 1979             |
| 43  | ??? Shūmatsu no kyūka (週末の休暇)                                                       | 11 listopada 1979            |
| 44  | ??? Kuiin gakuin no fuyu (クィーン学院の冬)                                              | 18 listopada 1979            |
| 45  | ??? Eikō to yume (栄光と夢)                                                              | 25 listopada 1979            |
| 46  | ??? Mashū no ai (マシュウの愛)                                                           | 2 grudnia 1979               |
| 47  | ??? Shi to yoba reru kariire hito (死と呼ばれる刈入れ人)                                 | 9 grudnia 1979               |
| 48  | ??? Mashū wagaya o saru (マシュウ我が家を去る)                                           | 16 grudnia 1979              |
| 49  | ??? Magarikado (曲り角)                                                                  | 23 grudnia 1979              |
| 50  | ??? Kami wa ten ni imashi subete yo wa koto mo nashi (神は天にいまし すべて世は事もなし) | 30 grudnia 1979              |

## Film animowany
17 lipca 2010 roku premierę kinową w Japonii miał film kompilacyjny na podstawie serii, zatytułowany Akage no An: Green Gables e no michi (jap. 赤毛のアン グリーンゲーブルズへの道 Akage no an gurīn gēburuzu e no michi). Isao Takahata, reżyser serii anime, osobiście nadzorował kompilację sześciu odcinków serialu telewizyjnego już w 1989 roku, jednakże powstały w ten sposób film kompilacyjny nie doczekał się wówczas oficjalnej premiery.